# 晉罡
晉罡，山西潞州人，明朝政治人物、進士出身。

## 生平
洪武三年，乡试中举。洪武四年，會試八十八名，登進士三甲，授福州府樂安縣縣丞。后歸隱。